# Sei (Gianluca Capozzi)
Sei è un album del cantante italiano Gianluca Capozzi, pubblicato nel 2005.

## Tracce
1. A un passo da me – 4:22
2. La guerra che vuoi – 3:08
3. Parlerai di me – 3:59
4. Mentre sei lì – 4:42
5. So che tu lo sai – 3:12
6. Lei – 4:17
7. Si parte da zero – 3:52
8. Nu poco e cchiù – 3:42
9. Guida la vita – 3:55
10. Chi è come noi – 3:42

## Formazione
- Gianluca Capozzi - voce
- Massimiliano Capozzi - tastiera
- Mariano De Rosa - pianoforte, tastiera
- Toti Panzanelli - chitarra
- Pippo Seno - chitarra
- Vittorio Riva - batteria
- Roberto D'Aquino - basso
- Gino Evangelista - bouzouki
- Roberta Bianco - voce femminile
- Gianni Cuciniello - direzione archi